# Elixir (プログラミング言語)
Elixir (エリクサー) は並行処理の機能や関数型といった特徴を持つ、Erlangの仮想マシン (BEAM) 上で動作するコンピュータプログラミング言語である。ElixirはErlangで実装されているため、分散システム、耐障害性、ソフトリアルタイムシステム等の機能を使用することができるが、拡張機能として、マクロを使ったメタプログラミング、そしてポリモーフィズムなどのプログラミング・パラダイムもプロトコルを介して実装されている。

## 歴史
高い拡張性があり、Erlangの仮想環境上で動作するシステムを目標に、José Valimによって開発された。

## 特徴
- Erlangの仮想環境 (BEAM) 上で動作する
- Erlangの関数を呼び出せるため、Erlangのシステムにシームレスに統合できる
- LISPのマクロと抽象構文木によるメタプログラミング
- Clojureのようなプロトコルによるポリモーフィズム
- ファーストクラス・ドキュメント
- メッセージ交換アクターモデルによるシェアード・ナッシング・アーキテクチャを採用
- 副作用が起こる循環構造の代わりに、再帰や高階関数に重点を置く
- 構文は全て式として扱われる
- 遅延評価と非同期処理
- パターンマッチング
- 標準でUTF-8ユニコードを採用

## 例
以下のサンプルはiexシェルまたはファイルに保存した上で elixir <filename> コマンドにて実行可能である。
Hello world
```
iex> 
IO
.
puts
 
"Hello World!"

Hello World!

```

内包表記
```
iex> 
for
 
n
 
<-
 
[
1
,
2
,
3
,
4
,
5
],
 
rem
(
n
,
2
)
 
==
 
1
,
 
do
:
 
n
*
n

[1, 9, 25]

```

パターンマッチング
```
iex> 
[
1
,
 
a
]
 
=
 
[
1
,
 
2
]

iex> 
a

2

iex> 
{
:ok
,
 
[
hello
:
 
a
]}
 
=
 
{
:ok
,
 
[
hello
:
 
"world"
]}

iex> 
a

"world"

```

モジュール
```
defmodule
 
Fun
 
do

  
def
 
fib
(
0
),
 
do
:
 
0

  
def
 
fib
(
1
),
 
do
:
 
1

  
def
 
fib
(
n
)
 
do
 

    
fib
(
n
-
2
)
 
+
 
fib
(
n
-
1
)
  

  
end

end

```

1000個のプロセスを順番に立ち上げ
```
for
 
num
 
<-
 
1
..
1000
,
 
do
:
 
spawn
 
fn
 
->
 
IO
.
puts
 
"
#{
num
 
*
 
2
}
"
 
end

```

非同期実行
```
task
 
=
 
Task
.
async
 
fn
 
->
 
perform_complex_action
()
 
end

other_time_consuming_action
()

Task
.
await
 
task

```